# Si la vie est cadeau
«Si la vie est cadeau» (en español: "Si la vida es regalo") es una canción interpretada por la cantante francesa Corinne Hermès que ganó el Festival de la Canción de Eurovisión 1983 representando a Luxemburgo. 
En el festival celebrado en Múnich, fue la canción interpretada en último lugar de 20 canciones. Al final de la votación había recibido 142 puntos, siendo declarada ganadora. Esto supuso igualar el récord de cinco victorias en Eurovisión que ostentaba Francia, aunque después, en los años 90 ambos países fueron superados por Irlanda.[cita requerida]
La canción es una dramática balada sobre la vida, cantada desde el punto de vista de una mujer que sufre por el amor de un hombre que le "prometió el mundo entero" y la defraudó con una "felicidad imaginaria", cuando su amor hubiese bastado. Canta que todo momento de felicidad debe ser bienvenido como un regalo porque la felicidad es muy breve. [cita requerida]
Hermès grabó la canción también en inglés ("Words of love") y en alemán ("Liebe gibt und nimm"').[cita requerida] 

## Listas
| Lista (1983) | Mejor posición |
| ------------ | -------------- |
| Francia      | 2              |
| Bélgica      | 3              |
| Irlanda      | 12             |
| Suecia       | 13             |
| Suiza        | 14             |
| Países Bajos | 31             |